# Грефенберг (Баварія)
Грефенберг (нім. Gräfenberg) — місто в Німеччині, розташоване в землі Баварія. Підпорядковується адміністративному округу Верхня Франконія. Входить до складу району Форхгайм. Центр об'єднання громад Грефенберг.
Площа — 37,88 км2. Населення становить 4177 ос. (станом на 31 грудня 2020).

## Галерея

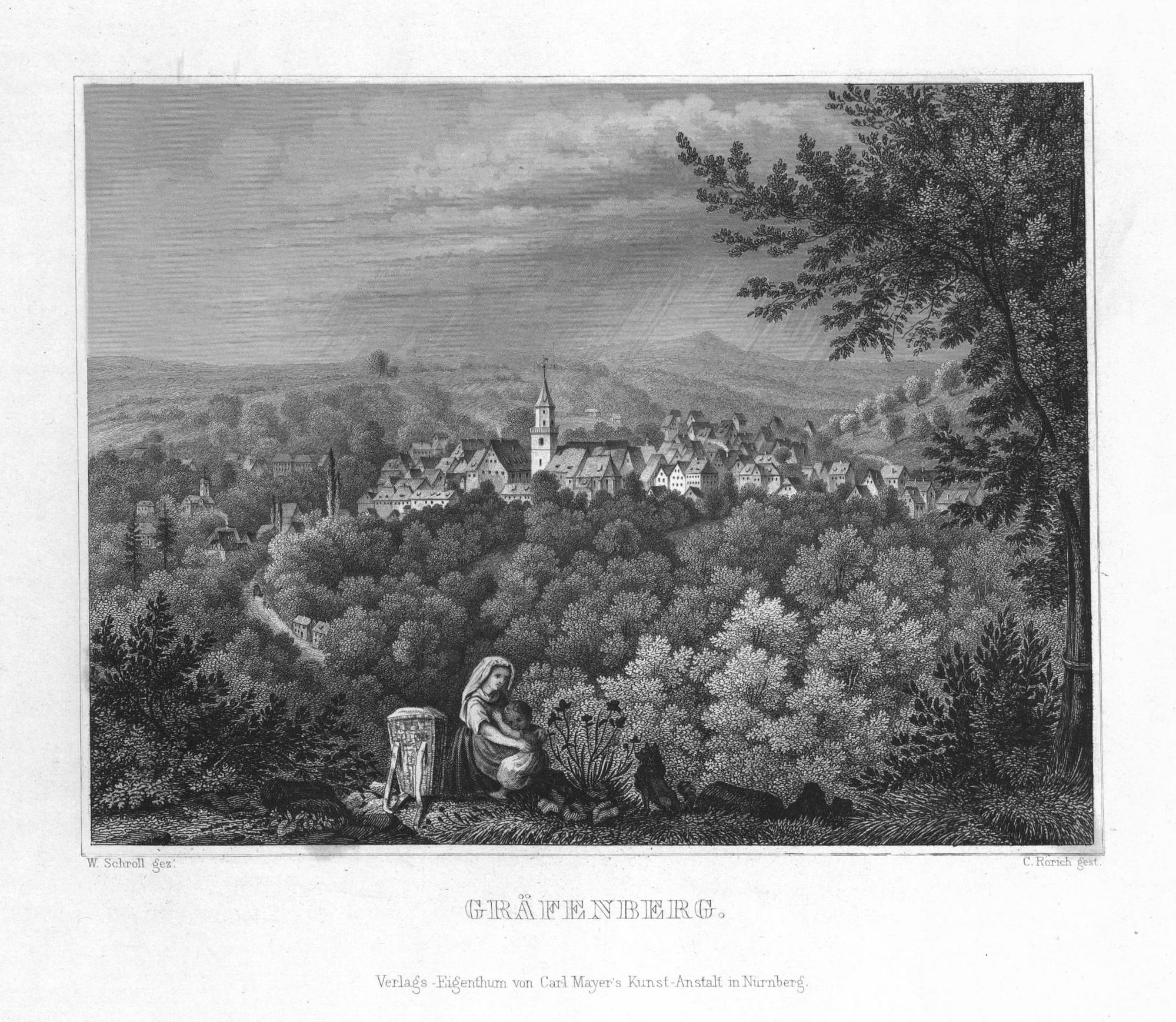
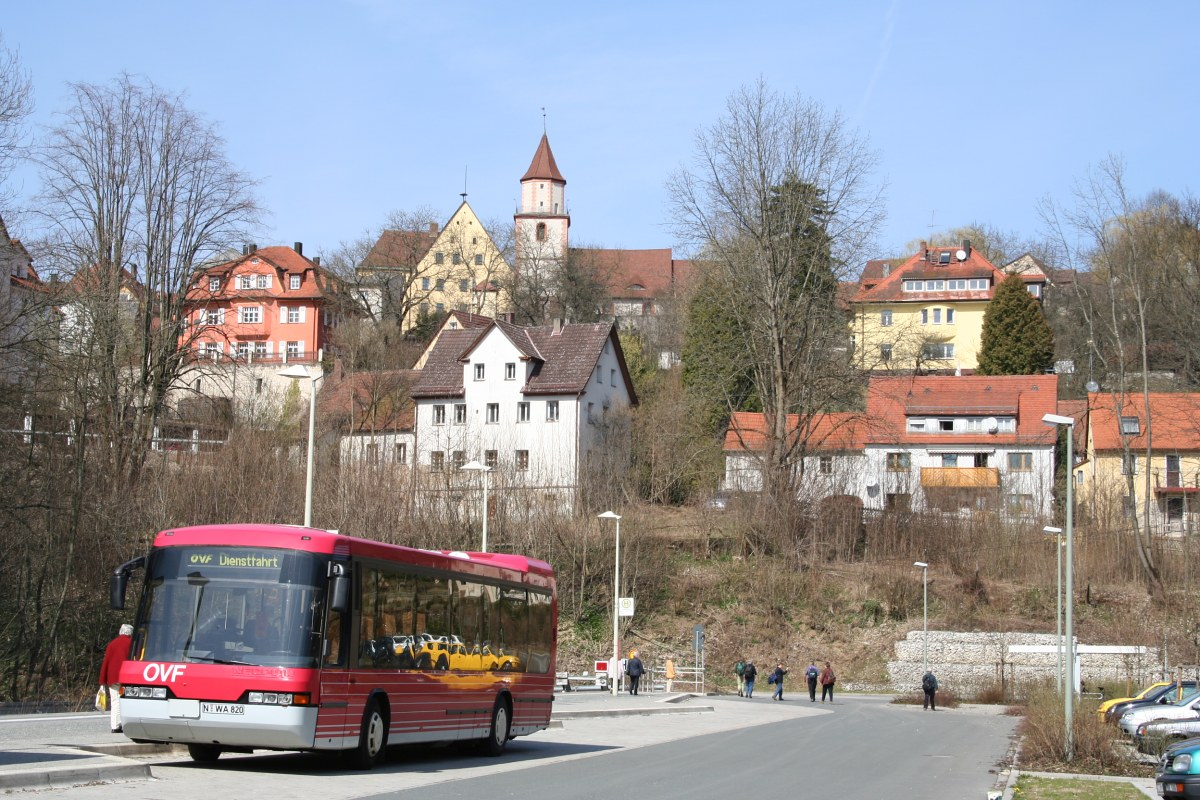
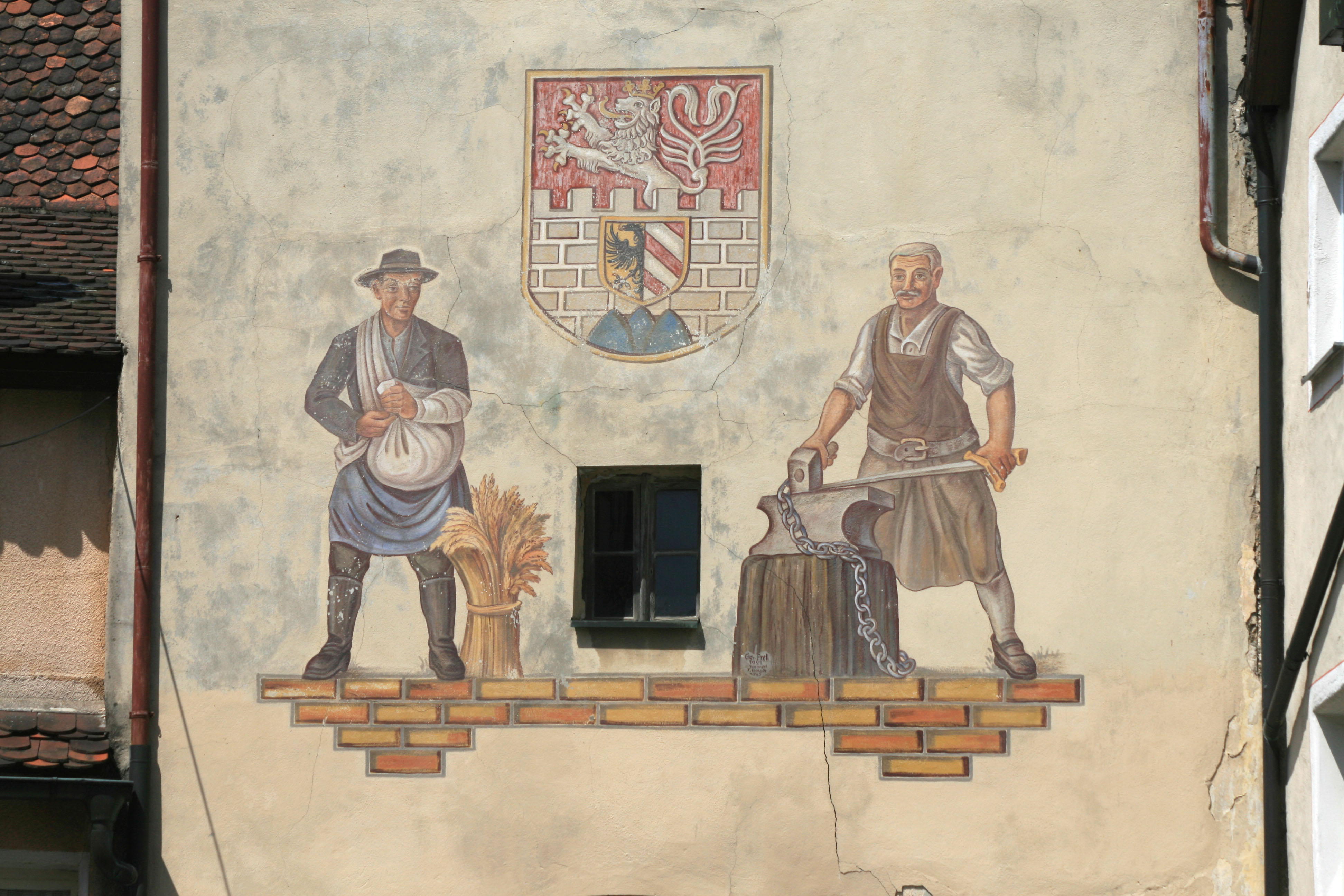
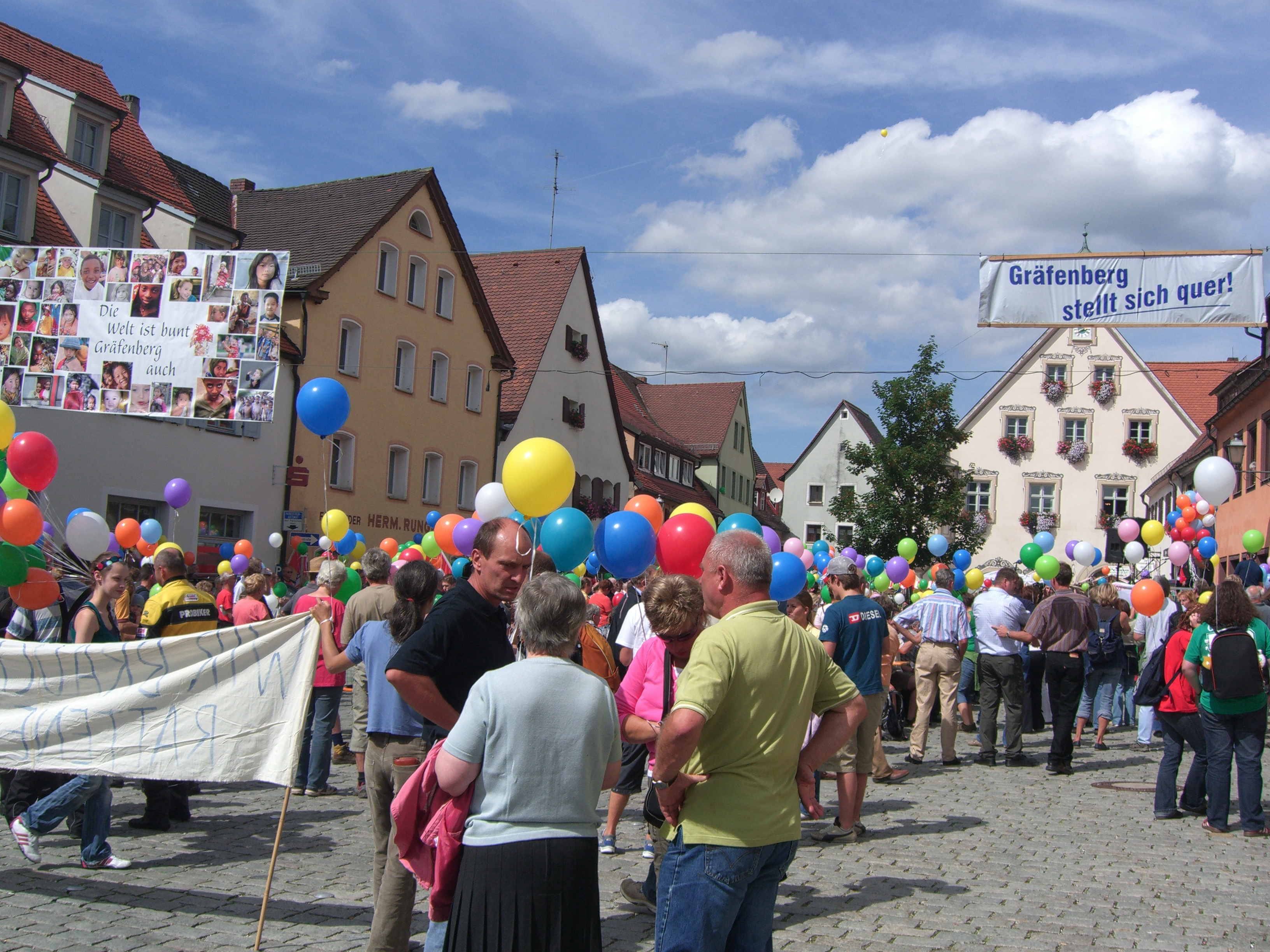
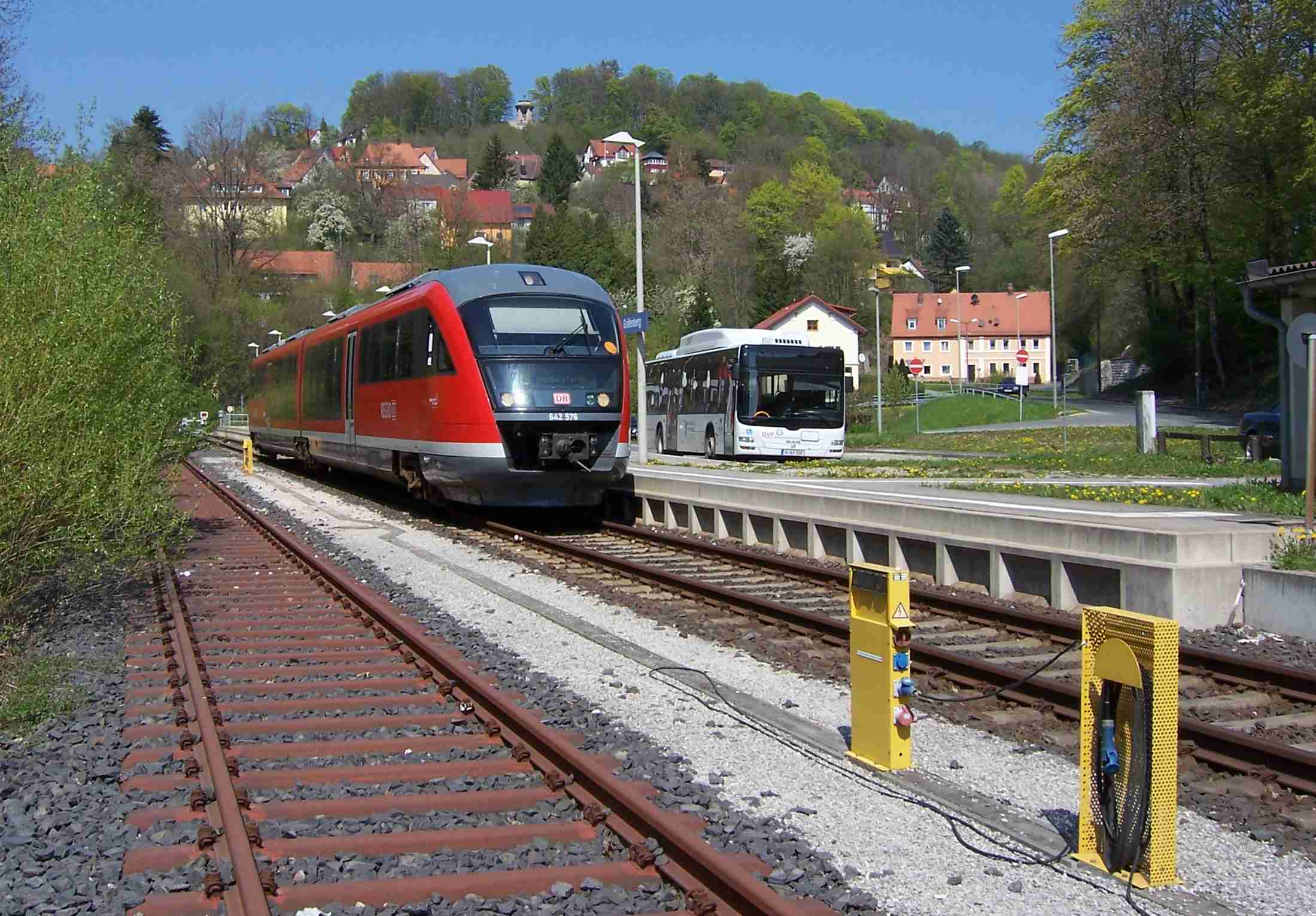